# 凱爾薩
凱爾薩（Kersa）是埃塞俄比亞東南部奧羅米亞州阿爾西地區的小鎮，座標7°32′N 38°59′E / 7.533°N 38.983°E，海拔2,784米。鎮內有電話和郵政服務，每日電力供應4小時。 根據埃塞俄比亞中央統計局2005年的人口普查資料，凱爾薩總人口約9,038人，其中男性4,377人，女性4,661人。